# Баширли, Хатира Бадраддин кызы
Баширли Хатира (азерб. Xatirə Bədrəddin qızı Bəşirli; род. 5 января 1958, Агдаш) — азербайджанский филолог, заместитель директора по научной части Национального Музея Азербайджанской Литературы имени Низами Гянджеви Национальной Академии Наук Азербайджана доктор филологических наук, профессор, председатель первой региональной организации «Музеевед» НАП Сабаильского района. Заслуженный работник культуры Азербайджана (2021).

## Биография
Хатира Баширли родилась в январе 1958 года в городе Агдаш. Окончила Азербайджанский Государственный Университет (ныне БГУ).
В настоящее время является заместителем директора по научной части Национального Музея Азербайджанской Литературы имени Низами Гянджеви Национальной Академии Наук Азербайджана. С 2005 года является председателем первой региональной организации «Музеевед» НАП Сабаильского района. Преподавала дисциплину «Азербайджанский язык и литература» в Азербайджанском Государственном Университете Иностранных Языков, дисциплину «Азербайджанский язык и литература» в Университете «Хазар».

## Награды
- Медаль «Прогресс» (3 ноября 2015 года) — по случаю 70-летнего юбилея Национальной Академии Наук Азербайджана, за заслуги в развитии азербайджанской науки[2].
- Заслуженный работник культуры Азербайджана (17 марта 2021 года) — по случаю 80-летия Национального музея азербайджанской литературы имени Низами Гянджеви Национальной Академии Наук Азербайджана и за плодотворную деятельность в развитии музейного дела и пропаганде культурного наследия в Азербайджане[3].

## Научная деятельность
Приобрела теоретические результаты с точки исследования взаимосвязи азербайджанской художественной прозы и устного народного творчества, формы выражения фольклоризма в прозе, место фольклорного жанра в организации письменного текста и история эпоса тюркских народов, сходство героических эпосов с генетической точки зрения, корневого единства, архитектоники дастана.
Защитила кандидатскую диссертацию (PhD) на тему «Поэтика (генезис и художественная система) эпоса „Кероглу“», докторскую диссертацию на тему «Азербайджанская проза и фольклор начала XX века».

### Научные труды
Является автором более 100 научных работ и методических работ, 6 монографий, в том числе 10 научных статей, опубликованных за рубежом.
1. Азербайджанская проза и фольклор начала XX века. Баку, «Элм», 1990
2. Корни, источники, память. Баку, Энциклопедия Азербайджана, 1996
3. Дастан «Кероглу». Историко-мифологическая правда и поэтика. Баку, «Элм», 2000
4. Поэтика эпоса «Кероглу». Генезис и поэтическая система. Баку, «Элм», 2005
5. Генезис дастана «Кероглу». Баку, «Элм ве техсил», 2012
6. Фольклор и письменная литература Азербайджана. Баку, «Элм ве техсил», 2013
7. Ряд учебников и программ для высших учебных заведений, а также более 100 научных и научно-публицистических статей.